# 里施韦勒-米尔巴赫
里施韦勒-米尔巴赫是德国莱茵兰-普法尔茨州的一个市镇。总面积10.42平方公里，总人口2214人，其中男性1116人，女性1098人（2011年12月31日），人口密度212人/平方公里。